# Lost in the rat maze
Lost in the rat maze is een studioalbum van de Canadees Aidan Baker. Met zijn vorige album was er bijna sprake van een band, zoveel musici schakelde Baker in. Lost in a rat maze is bijna weer een soloalbum, alleen drumloops werden opgenomen door Richard Baker. Het album verscheen op het in 2008 opgerichte platenlabel Consouling Sounds. Consouling Sounsd maakte 900 exemplaren aan van de compact disc. De muziek van het album is een lichtere soort ambient, ver weg van de industrialklank van andere van zijn albums. Hier en daar is enig ritme te horen, doch alles wel in de context van ambient.

## Musici
- Aidan Baker – akoestische en elektrische gitaar, basgitaar, elektronisch slagwerk, zang (meer gestamel), piano, dwarsfluit, tapeloops
- Richard Baker – drumloops

## Muziek
Alle van Aidan Baker

| Nr. | Titel                | Duur  |
| --- | -------------------- | ----- |
| 1.  | Prelude              | 5:05  |
| 2.  | Lost in the rat maze | 6:48  |
| 3.  | Fanciful flights     | 7:32  |
| 4.  | I can’t stand        | 6:22  |
| 5.  | Cut stars            | 5:03  |
| 6.  | Breakbeat            | 6:05  |
| 7.  | Corridors of funk    | 12:14 |
| 8.  | Feathery fingers     | 7:05  |